# Когнітивна система
Когніти́вна система (від лат. cognitio — пізнання, пізнавання, ознайомлення) — компонент свідомості людини і її загальнолюдської когніції; багаторівнева система, яка забезпечує виконання всіх основних когнітивних функцій центральної нервової системи.
Під когнітивною системою розуміють систему пізнання, що склалася в свідомості людини в результаті становлення її характеру, виховання, навчання, спостереження і роздумів про навколишній світ. На основі цієї системи людина ставить собі цілі і приймає рішення про те, як треба діяти в тій чи іншій ситуації, намагаючись уникнути когнітивного дисонансу. В основі когнітивної системи лежить взаємодія сприйняття, свідомості, пам'яті та мови; носієм такої системи є мозок людини.

## Поняття в когнітивній науці
Поняття «когнітивна система» виникло в результаті широкого застосування в когнітивістиці моделі переробки інформації і побудови на її основі різного роду когнітивних моделей пізнання. Модель переробки інформації передбачає, що процес пізнання можна розкласти на ряд гіпотетичних етапів, кожен з яких включає набір унікальних операцій, які виконуються над вхідною інформацією. Передбачається також, що відповідна реакція на подію є результатом серії таких етапів і операцій.
Когнітивна система забезпечує виконання усіх етапів процесу пізнання, вона включає в себе низку підсистем, таких як системи сприйняття, уваги, пам'яті, мислення тощо. Ці системи також можуть складатися з відповідних підсистем, а ті, в свою чергу, — з когнітивних структур. З цими структурами зазвичай пов'язують певні когнітивні процеси, які відносяться до наборів операцій (функцій), що дозволяють отримувати, аналізувати, змінювати і переробляти інформацію (наприклад функції осмислення, формування понять, забування). Когнітивні структури і відповідні когнітивні процеси взаємопов'язані, кожен з них частково є наслідком іншого. Когнітивні процеси певним чином управляються структурами, а деякі когнітивні структури утворюються в процесі переробки когнітивної інформації. Через це когнітивні структури і процеси об'єднують в цілісну когнітивну систему.
Визначальними ознаками когнітивної системи є:
- Виразність (що вербалізується засобами системи мови);
- Ефективність (націленість на швидке і ефективне вирішення практичних завдань);
- Алгоритмічність (будується на алгоритмах);
- Засвоюваність (система засвоюється людиною в результаті навчання);
- Адаптованість.

Різні когнітивні системи об'єднуються в єдину інфраструктуру, іменовану архітектурою когніції.
В когнітивній лінгвістиці мовна здатність (англ. language faculty) людини представляється як окрема когнітивна система. Розрізняються дві підкомпоненти мови — зберігання інформації (англ. competence) і реалізації (англ. performance systems), які здійснюють доступ до інформації при артикуляції, сприйнятті і обміні відомостями про навколишній світ.
Виділяються також штучні когнітивні системи, тобто небіологічні системи, властиві машинам з ознаками штучного інтелекту, що володіє когнітивною функцією, під якою, в свою чергу, розуміється «здатність зв'язування подій у часі, побудова інтерактивної просторово-часової моделі подій».